# Bradina leptographa
Bradina leptographa là một loài bướm đêm trong họ Crambidae.